# 謝師成
謝師成（1536年—？），字汝器，號用斋，浙江紹興府上虞縣人，民籍，明朝政治人物。

## 生平
嘉靖三十四年（1555年）乙卯科浙江鄉試第五十一名。隆慶五年（1571年），登辛未科三甲第一百一十一名進士。工部觀政，曾官廣東揭陽縣知縣，卒于官。

## 家族
曾祖父謝克瓚；祖父謝玉；父謝鳴治，教諭。母徐氏。严侍下。弟謝師嚴（進士）、师傅、師旦、師啓、師模、師正、師立、師達。